# Dauzat-sur-Vodable
Dauzat-sur-Vodable település Franciaországban, Puy-de-Dôme megyében. Lakosainak száma 67 fő (2022. január 1.). Dauzat-sur-Vodable La Chapelle-Marcousse, Chassagne, Roche-Charles-la-Mayrand, Saint-Hérent, Ternant-les-Eaux és Vodable községekkel határos.

## Népesség
A település népességének változása:
| Lakosok száma | 90   | 86   | 87   | 80   | 74   | 68   | 68   | 67   | 67   |
|               | 2013 | 2015 | 2016 | 2017 | 2018 | 2019 | 2020 | 2021 | 2022 |